# Lanelle Tanangada
Lanelle Olandrea Tanangada, née le 1er juillet 1979, est une enseignante et une femme politique des Îles Salomon qui est ministre de l'Éducation du pays depuis avril 2020.

## Jeunesse et éducation
Lanelle Oleandra Tanangada est née le 1er juillet 1979 dans la province de l'Ouest. Son père est en partie Ranongga et Vella et sa mère est originaire de la lagune de Marovo. Ses parents sont des missionnaires adventistes du septième jour et elle a un frère aîné. Elle fréquente les écoles primaires de la mission SDA à Honiara et le lycée adventiste de Betikama.
Tanangada entreprend des études de premier cycle à l'université Adventiste du Pacifique en Papouasie-Nouvelle-Guinée et obtient une maîtrise en éducation de l'université de Waikato en Nouvelle-Zélande en 2013, avec une thèse intitulée A study of language use in secondary school classrooms in the Solomon Islands: Conceptions, practices and proficiencies. Elle est enseignante dans les écoles SDA de Kukudu, Burns Creek et Betikama,.

## Carrière politique
Tanangada est élue représentante indépendante de la circonscription de Gizo/Kolombangara lors d'une élection partielle de mai 2018 après que son mari Jimson Tanangada ait perdu le siège après avoir été reconnu coupable de corruption d'électeurs lors des élections de 2014 ,,. Les accusations sont portées par l'ancien Premier ministre Gordon Darcy Lilo, qui s'est alors présenté pour le siège. Tanangada vainc Lilo avec 2580 voix contre 1593,,. Elle est la première femme de la province de l'Ouest élue au Parlement et la quatrième femme députée dans l'histoire du pays. Le 18 octobre 2019, elle prête serment en tant que ministre de la Femme, de la Jeunesse et de l'Enfance.
Tanangada rejoint le parti Kadere et devient un membre du gouvernement de coalition démocratique pour l'avancement. Elle est réélue pour un mandat complet lors des élections d'avril 2019, battant à nouveau Lilo avec 4 397 voix contre 4 002. Elle devient l'une des deux seules femmes sur les 50 sièges du Parlement,. Elle est nommée ministre de la Police, de la Sécurité nationale et des Services correctionnels, poste dont elle démissionne en octobre 2019. En avril 2020, elle devient ministre de l'Éducation et du Développement des ressources humaines sous la direction du Premier ministre Manasseh Sogavare,,.
Elle ne se représente pas aux élections législatives de 2024, cédant la place à son mari.

## Vie privée
Tanangada est mariée à Jimson Tanangada et ils ont deux enfants. Elle est chrétienne.